# Кинотеатры Екатеринбурга

## История
Первый кинотеатр в Екатеринбурге назывался «Лоранж». Открылся он в 1909 году при участии фотографа Вениамина Метенкова. Первый же в Екатеринбурге сеанс синематографа состоялся в здании будущего первого кинотеатра (на то время в здании размещался Городской театр) 7 (19) ноября 1896 года. Проекционный аппарат установили на сцене, экран повесили на месте театрального занавеса. Особого впечатления кино на зрителей не произвело, однако через год в Екатеринбург прибыли агенты синематографа братьев Люмьер, дали 9 сеансов и покорили публику. Так что, когда в Екатеринбурге в 1912 году появилось новое здание театра (ныне Екатеринбургский государственный академический театр оперы и балета), первый городской театр арендовал мещанин И. Н. Волков для сеанса синематографа. В 1914 году Городской театр был переименован в «Колизей» и до нынешнего времени используется в качестве кинотеатра.
В двадцатые годы кинотеатров в городе стало не хватать. Открылись новые: «Пролетарский» в деревянном Пролетарском театре на площади Коммунаров и «Прогресс» в малоприспособленном помещении на улице Ленина, 15. В 1931 году в заречной части ВИЗа было построено специальное здание для кинотеатра «Сталь». На другой год на Уралмаше появился «Темп». Этот последний дважды капитально реконструировали: в 1957 году в нём оборудовали первую на Урале широкоэкранную установку, в 1966 году он стал широкоформатным.
Вообще же в советское время главным кинотеатром считался «Космос», билеты туда были самыми дорогими. Другими общегородскими кинотеатрами были «Салют», «Совкино» (в здании Музкомедии), «Октябрь» (нынешний «Колизей»). В каждом районе были и свои кинотеатры: например, «Заря» и «Темп» на Уралмаше, «Авиатор» в Кольцово и так далее. Также кино показывали в районных дворцах культуры и в городском Доме работников культуры.
За два года до перестройки на улице Луначарского был открыт Дом кино. Он стал последним кинозданием, построенным в Екатеринбурге в советское время.
Старейший кинотеатр Екатеринбурга, открытый ещё в 1909 году, «Совкино» (до 1917 года — «Лоранж») закрылся в 2007 году в связи с решением руководства Свердловского государственного академического театра музыкальной комедии о расширении площадей театра, в здании которого он находился.

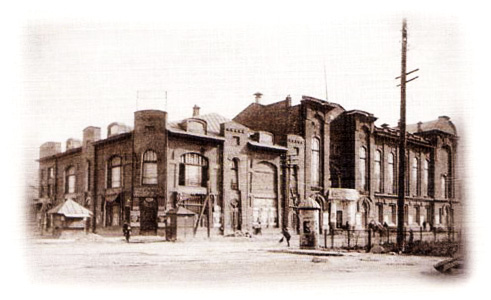
«Лоранж» — первый кинотеатр Екатеринбурга. Фото начала XX в.

Памятная табличка на кинотеатре «Колизей»

## Современное состояние

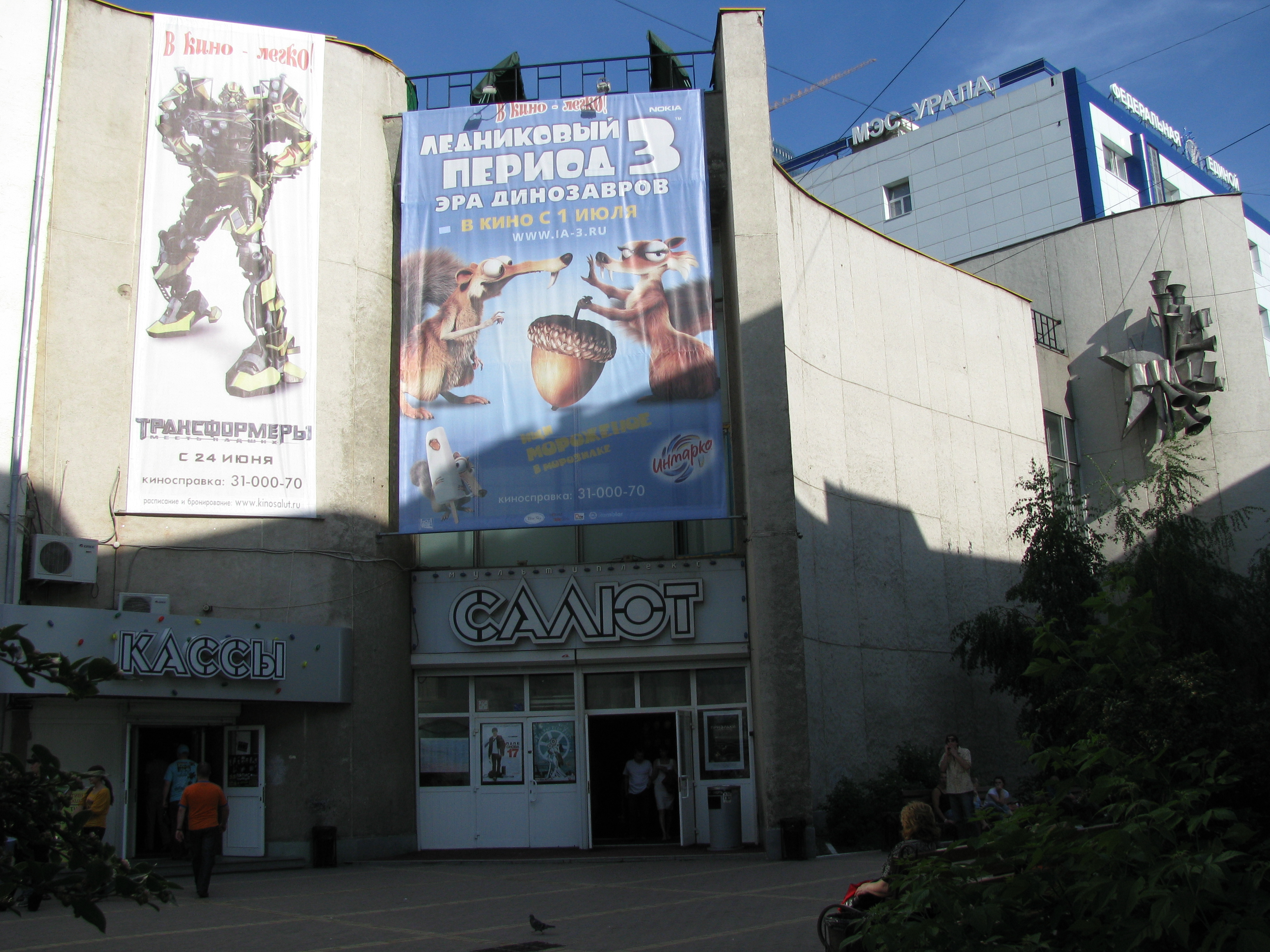
«Салют» — один из двух старейших действующих кинотеатров города

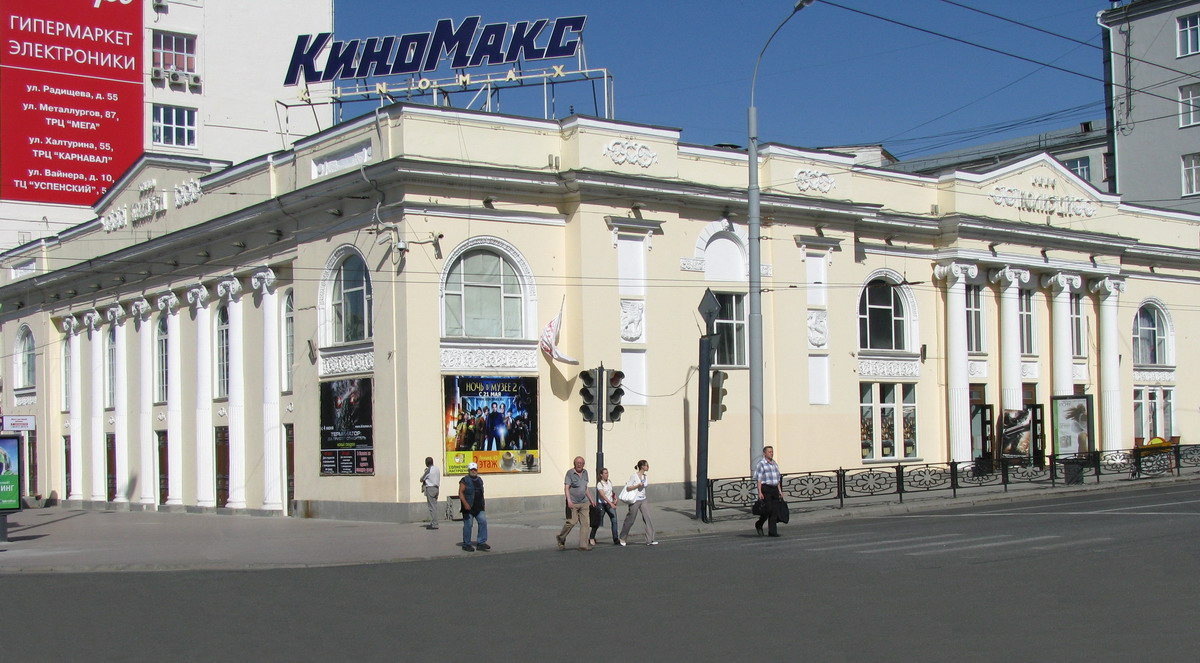
«Колизей» — один из двух старейших кинотеатров города

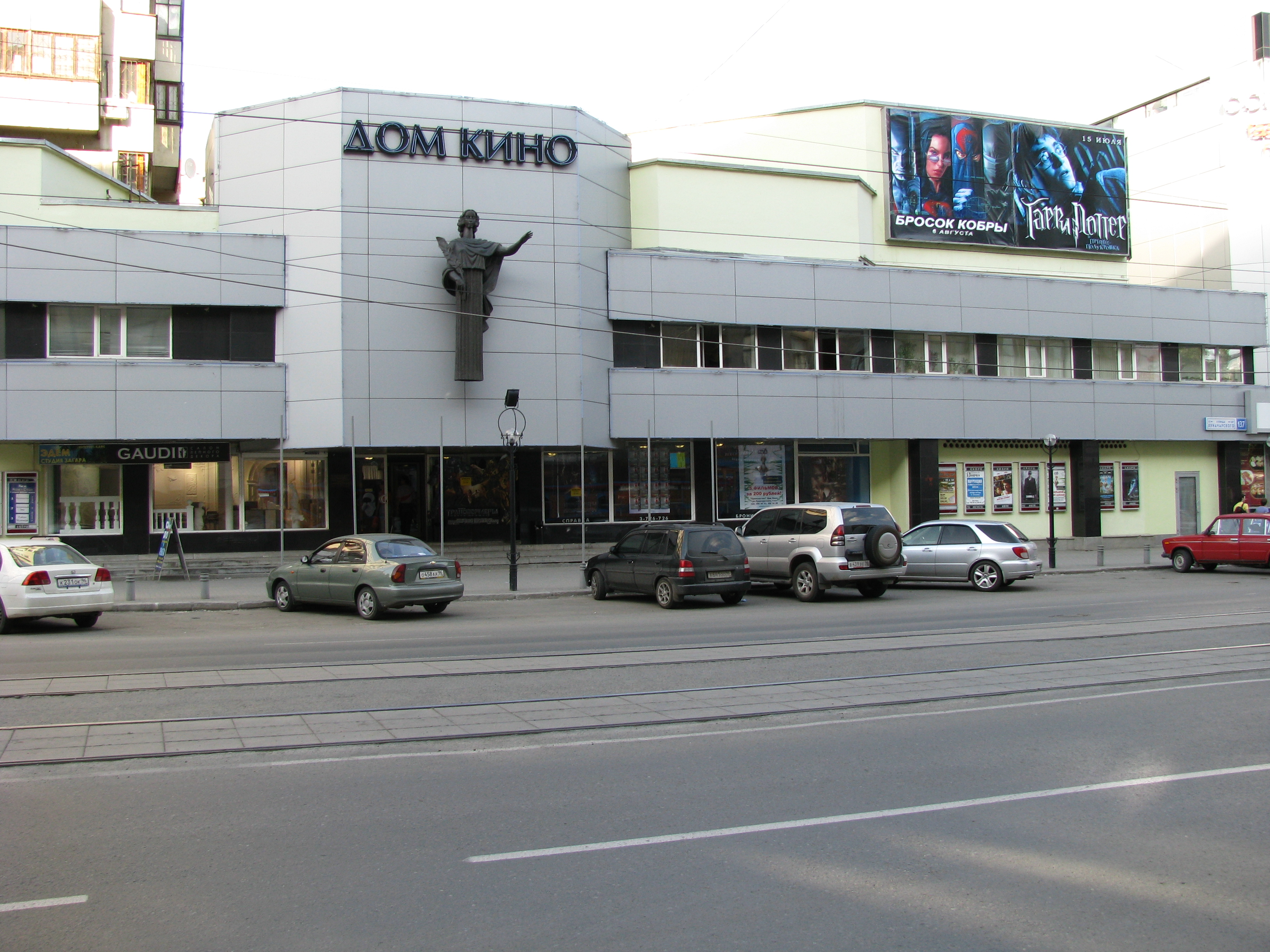
Премьер-зал «Дом кино» — один из сетевых кинотеатров города

По состоянию на 15 января 2011 года в Екатеринбурге работает 18 кинотеатров на более чем 12 305 зрительских мест (75 кинозалов). Самый большой из них — «Космос» — вмещает более 2 000 человек, а также является и основной концертной площадкой города. Старейшие действующие кинотеатры — «Салют» и «Колизей» — работают с 1912 года.
Только половина кинотеатров города имеют технические возможности для демонстрации фильмов в формате 3D. Один кинотеатр — Титаник Синема — оснащен залом-киноаттракционом для демонстрации фильмов и роликов в формате 5D.
В последнее время новые кинотеатры открываются, как правило, в торгово-развлекательных центрах. Более половины кинотеатров города относятся к сетевым. Центр культуры «Урал» и Культурно-спортивный комплекс «Олимп» не являются традиционными кинотеатрами, однако, входят в общую сеть екатеринбургского кинопроката.
По словам менеджера по развитию Киноцентра «Екатерининский» Ильи Сигова уже к 2010 г. в Екатеринбурге для удовлетворения потребностей горожан экранов хватало: «В среднем достаточным считается наличие 1-го экрана на каждые 20 000 человек. То есть Екатеринбургу с 1,4 млн жителей требуется порядка 70 экранов. Сейчас функционирует 69. Но на 2010 год запланировано открытие кинотеатров „РоликС“ в ТРЦ „КомсоМОЛЛ“ (8 залов, 2400 мест) и „Кинокит“ (10 залов, 1400 мест). После этого можно будет говорить о начале острой конкуренции за зрителя».
С 1 июля 2010 года в Екатеринбурге реализуется проект — Цифровой сферический купольный передвижной кинотеатр 360°. Сферический кинотеатр 360° — это надувной купол. С помощью проектора и системы зеркал видеоизображение транслируется на всю внутреннюю поверхность купола, создавая для зрителей ощущение полного погружения (присутствия). Купол вмещает до 20 зрителей. Кинотеатр работает как планетарий и как кинотеатр. В нём могут проводиться кинолектории, миниспектакли, сеансы релаксации, уроки астрономии. Проект осуществляется совместно с Госфильмофондом Свердловской области.
В мае 2013 года в Екатеринбурге в ТРЦ «Гринвич» был открыт самый большой цифровой стационарный полнокупольный сферический кинотеатр — «Сферический кинозал». Экраном служит купол диаметром 8 метров и площадью более 100 м². Изображение формируется с помощью 4-х взаимосвязанных проекторов. Качество изображения многих фильмов в «Сферическом кинозале» сопоставимо с форматом Ultra HD.
7 ноября 2010 года в Культурно-зрелищном центре (КЗЦ) «Стрела» был запущен проект «Ретрокинозал». Лучшие отечественные и зарубежные фильмы прошлых лет демонстрируются в зале на 360 мест по воскресеньям. Муниципальное учреждение культуры "Культурно-зрелищный центр «Стрела» работает с 1995 года в помещении кинотеатра (Кинотеатр «Стрела»), основанного в 1976 году.
8 января 2011 года состоялось открытие первого зала (200 мест) в кинотеатре «РоликС», расположившегося в ТРК «КомсоМОЛЛ» (Дублёр Сибирского тракта, 2) («РоликС», сеть кинотеатров «DVI Cinema» (Москва), план — 8 залов, 2400 мест, 6455 м²). В нём появятся восемь кинозалов для демонстрации фильмов формата 2D и 3D, а также будет установлен 5D-аттракцион.

### Действующие кинотеатры
| Название                          | Открыт | Залов | Мест  |
| --------------------------------- | ------ | ----- | ----- |
| РоликС                            | 2011   | 8     | 2 400 |
| ККТ «Космос»                      | 1967   | 3     | 2 191 |
| Премьер Зал Парк Хаус             | 2014   | 8     | 1 450 |
| КАРО Фильм                        | 2012   | 10    | 1 312 |
| Синема Парк Старлайт              | 2009   | 9     | 1 303 |
| Киномакс 3D Мегаполис             | 2008   | 9     | 1 262 |
| Титаник Синема                    | 2007   | 10    | 1 176 |
| Киноплекс на Халтурина            | 2008   | 6     | 916   |
| Премьер Зал Юго-Западный          | 2000   | 4     | 713   |
| КЗЦ «Стрела» (Ретрокинозал)       | 2010   | 1     | 360   |
| Премьер Зал «Дом кино»            | 1998   | 2     | 325   |
| Киноцентр «Екатерининский»        | 2002   | 3     | 302   |
| "Prada 3D" в ТРЦ Академический    | 2015   | 5     | 700   |
| Премьер Зал Фан-Фан               | 2019   | 4     | 260   |
| Свердловский областной фильмофонд | 2006   | 1     | 34    |
| ЦК «Урал»                         | 2008   | 1     | 150   |
| КСК «Олимп»                       | 2005   | 1     | …     |
| Сферический кинозал               | 2013   | 1     | 20    |

### Действующие сети кинотеатров
- Премьер-зал (Екатеринбург) — 7 кинотеатров в Екатеринбурге.
- Киномакс (Москва) — 2 кинотеатра в Екатеринбурге.
- Киноплекс (Москва, сеть кинотеатров в сети моллов «Парк Хаус» и иных ТРЦ) — 2 кинотеатра в Екатеринбурге.
- Синема Парк (Москва) — 1 кинотеатр в Екатеринбурге.
- DVI Cinema (Москва) — 1 кинотеатр в Екатеринбурге.

### Локализация кинозалов
| Название                          | Адрес                       | Место размещения    | Географическое направление | Район             | Микрорайон        | Залов | Мест  |
| --------------------------------- | --------------------------- | ------------------- | -------------------------- | ----------------- | ----------------- | ----- | ----- |
| РоликС                            | Дублёр Сибирского тракта, 2 | ТРК «КомсоМОЛЛ»     | Восток                     | Октябрьский       | Синие камни / ЖБИ | 8     | 2 400 |
| ККТ «Космос»                      | Дзержинского, 2             | -                   | Центр                      | Железнодорожный   | Центральный       | 3     | 2 191 |
| Премьер-зал «Парк-Хаус»           | Сулимова, 50                | Молл «Парк Хаус»    | Северо-Восток              | Кировский         | Пионерский        | 8     | 1 450 |
| Синема Парк Старлайт              | Малышева, 5                 | ТРЦ «Алатырь»       | Центр                      | Ленинский         | Центральный       | 9     | 1 303 |
| Киномакс 3D Мегаполис             | 8 Марта, 149                | ТРЦ «Мегаполис»     | Юг                         | Чкаловский        | Автовокзал        | 9     | 1 262 |
| Титаник Синема                    | 8 Марта, 46                 | ТЦ «Гринвич»        | Центр                      | Ленинский         | Центральный       | 10    | 1 176 |
| Кинотеатр «Салют»                 | Толмачева, 12               | -                   | Центр                      | Октябрьский       | Центральный       | 6     | 922   |
| Киноплекс на Халтурина            | Халтурина, 55               | ТРЦ «Карнавал»      | Северо-Запад               | Верх-Исетский     | Заречный          | 6     | 916   |
| Премьер-зал «Юго-Западный»        | Бардина, 28                 | Дом науки и техники | Юго-Запад                  | Ленинский         | Юго-Западный      | 3     | 713   |
| КЗЦ «Стрела» (Ретрокинозал)       | Лётчиков, 14                | -                   | Север                      | Железнодорожный   | Вокзальный        | 1     | 360   |
| Премьер-зал «Дом кино»            | Луначарского, 137           | -                   | Центр                      | Октябрьский       | Центральный       | 2     | 325   |
| Киномакс Колизей                  | Ленина, 43                  | -                   | Центр                      | Октябрьский       | Центральный       | 2     | 313   |
| Премьер-зал «Знамя»               | Кировградская, 11           | -                   | Север                      | Орджоникидзевский | Уралмаш           | 3     | 278   |
| Prada 3D                          | Краснолесья, 133            | ТРЦ «Академический" | Юго-Запад                  | Ленинский         | Юго-Западный      | 5     | 700   |
| Премьер-зал «Фан-Фан»             | Ясная, 2                    | ТРЦ "Фан-фан"       | Юго-Запад                  | Ленинский         | Юго-Западный      | 4     | 260   |
| Премьер-зал «Заря»                | Баумана, 2                  | -                   | Север                      | Орджоникидзевский | Эльмаш / Уралмаш  | 4     | 184   |
| Свердловский областной фильмофонд | Блюхера, 4                  | -                   | Центр                      | Кировский         | Втузгородок       | 1     | 34    |
| ЦК «Урал»                         | Студенческая, 3             | -                   | Северо-Восток              | Кировский         | Втузгородок       | 1     | 150   |
| КСК «Олимп»                       | Латвийская, 19              | -                   | Юго-Восток                 | Октябрьский       | Компрессорный     | 1     | …     |
| Сферический кинозал               | 8 Марта, 46                 | ТЦ «Гринвич»        | Центр                      | Ленинский         | Центральный       | 1     | 20    |
| …                                 |                             |                     |                            |                   |                   |       |       |

| География     | Кинотеатров   | Залов          | Мест                  |
| ------------- | ------------- | -------------- | --------------------- |
| Центр         | 7             | 33             | 6264                  |
| Юг            | 2 (план: +1)  | 12 (план: +10) | 1 564 (план: +1 400)  |
| Восток        | 1             | 1 (план: +7)   | 200 (план: +2 200)    |
| Северо-Восток | 2             | 9              | 1 600                 |
| Юго-Запад     | 2             | 8              | 973                   |
| Северо-Запад  | 1             | 6              | 916                   |
| Север         | 3             | 6              | 822                   |
| Юго-Восток    | 1             | 1              | …                     |
| Запад         | -             | -              | -                     |
| ИТОГО:        | 18 (план: +1) | 75 (план: +17) | 12 305 (план: +3 600) |

### Залы кинотеатров

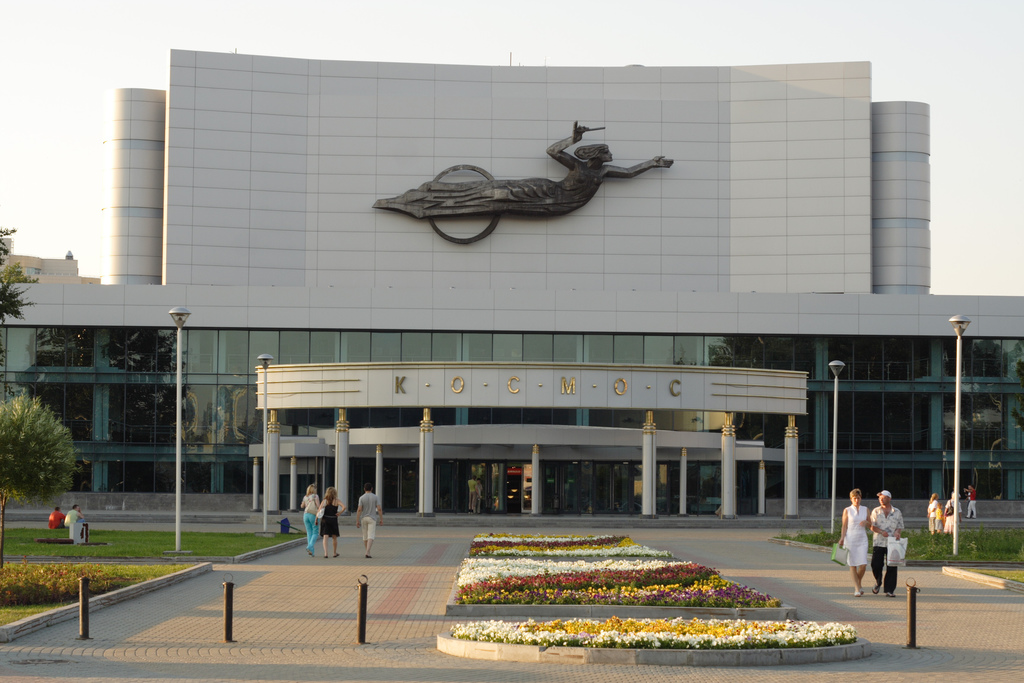
Киноконцертный театр «Космос» вмещает более 2000 человек

Помимо кинотеатров с залами в формате 2D в городе есть 9 кинотеатров с залами 3D:
1. Титаник Синема (6 залов, 710 мест: зал № 4 — 226 мест, открыт … марта 2008 года; зал № 5 — 219 мест, 22 октября 2009 года; зал № 7 — 72 места, открыт 24 декабря 2009 года; зал № 8 — 72 места, открыт 24 декабря 2009 года; зал № 9 — 121 место).
2. Синема Парк Старлайт (3 зала, … мест, открыты 16 декабря 2009 года: зал № 2 — 192 места, зал № 8 «Jolly» — 52 места, зал №… — … мест).
3. Киномакс 3D Мегаполис (зал № 1 — 270 мест, открыт 20 июня 2009 года).
4. Кинотеатр «Салют» (зал № 3 — 468 мест, открыт 19 ноября 2009 года).
5. Премьер-зал «Юго-Западный» (зал № 1 — 394 места, открыт … ноября 2009 года).
6. ККТ «Космос» (зал «синий» — 126 мест, открыт 30 июня 2009 года).
7. Премьер-зал «Знамя» (зал № 1 — 119 мест, открыт … года).
8. Премьер-зал «Пассаж Синема» (9 залов, открыты 27 ноября 2015 года, большой зал — 528 мест).

Также есть кинотеатр с залом в формате 5D: Титаник Синема (1 зал: зал № 6 — 7 мест, открыт 12 марта 2009 года)
| Название                                                           | Залов всего | Мест всего | Зал № 1 | Зал № 2 | Зал № 3 | Зал № 4 | Зал № 5 | Зал № 6 | Зал № 7 | Зал № 8 | Зал № 9 | Зал № 10 |
| ------------------------------------------------------------------ | ----------- | ---------- | ------- | ------- | ------- | ------- | ------- | ------- | ------- | ------- | ------- | -------- |
| Титаник Синема                                                     | 10          | 1 176      | 107     | 117     | 112     | 226     | 219     | 7       | 72      | 72      | 122     | 122      |
| Синема Парк Старлайт (зал № 7 — «Relax», № 8 — «Jolly»)            | 9           | 1 303      | 139     | 192     | 142     | 142     | 158     | 137     | 42      | 52      | 299     | -        |
| Киномакс 3D Мегаполис                                              | 9           | 1 262      | 270     | …       | …       | …       | …       | …       | …       | …       | …       | -        |
| Премьер-зал «Парк-Хаус»                                            | 8           | 1 450      | …       | …       | …       | …       | …       | …       | …       | …       | -       | -        |
| РоликС                                                             | 8           | 2 400      | 200     | …       | …       | …       | …       | …       | …       | …       | -       | -        |
| Кинотеатр «Салют»                                                  | 6           | 922        | 256     | 49      | 468     | 49      | 38      | 48      | -       | -       | -       | -        |
| Киноплекс на Халтурина                                             | 6           | 916        | …       | …       | …       | …       | …       | …       | -       | -       | -       | -        |
| Премьер-зал «Юго-Западный»                                         | 4           | 713        | 394     | 224     | 52      | 42      | -       | -       | -       | -       | -       | -        |
| ККТ «Космос» (зал № 1 — «Большой», № 2 — «Синий», № 3 — «Зеленый») | 3           | 2 191      | 1 939   | 126     | 126     | -       | -       | -       | -       | -       | -       | -        |
| Киноцентр «Екатерининский»                                         | 3           | 302        | 102     | 100     | 100     | -       | -       | -       | -       | -       | -       | -        |
| Премьер-зал «Знамя»                                                | 3           | 278        | 119     | 119     | 40      | -       | -       | -       | -       | -       | -       | -        |
| Премьер-зал «Дом кино» (зал № 1 — «Большой», № 2 — «Малый»)        | 2           | 325        | 272     | 53      | -       | -       | -       | -       | -       | -       | -       | -        |
| Киномакс Колизей (зал № 1 — «Большой», № 2 — «VIP»)                | 2           | 313        | 280     | 33      | -       | -       | -       | -       | -       | -       | -       | -        |
| Премьер-зал «Заря»                                                 | 2           | 184        | 92      | 92      | -       | -       | -       | -       | -       | -       | -       | -        |
| КЗЦ «Стрела» (Ретрокинозал)                                        | 1           | 360        | 360     | -       | -       | -       | -       | -       | -       | -       | -       | -        |
| Свердловский областной фильмофонд                                  | 1           | 34         | 34      | -       | -       | -       | -       | -       | -       | -       | -       | -        |
| Центр культуры «Урал»                                              | 1           | 150        | 150     | -       | -       | -       | -       | -       | -       | -       | -       | -        |
| КСК «Олимп»                                                        | 1           | …          | …       | -       | -       | -       | -       | -       | -       | -       | -       | -        |

### IMAX в Екатеринбурге
15 декабря 2010 года состоялось открытие первого в Екатеринбурге и 8-го в России кинозала, оборудованного технологией IMAX. Зал IMAX открылся в кинотеатре «Синема Парк Старлайт» (сеть кинотеатров «Синема Парк»), который расположен в ТРЦ «Алатырь» (Малышева, 5). Экран расположился в одном из уже действующих залов (298 мест).
По случаю открытия состоялась официальная пресс-конференция с участием генерального менеджера департамента развития бизнеса IMAX Corporation Джулиана Стенфорда и генерального директора национальной сети 3D-кинотеатров «Синема Парк» Сергея Китина. Гостями церемонии открытия стали представители областной и городской администрации, сферы образования, бизнес структур, деятели культуры, искусства и общественные работники. Они побывали на эксклюзивной премьере документального фильма «Телескоп ХАББЛ 3D», которая состоялась в этот же день 15 декабря в 19 часов. Первым игровым фильмом зала стал фантастический фильм «Трон: Наследие» в 3D-формате IMAX. Мировая премьера этого фильма в формате IMAX состоялась на неделю раньше, чем в классических пленочных и 3D-залах — 16 декабря 2010 года.
Сеть «Синема Парк» подписала договор с IMAX Corporation для создания IMAX-залов в 14 крупных российских городах, и Екатеринбург — один из них. Первый из 14 залов сети «Синема Парк» открылся 17 ноября в Новосибирске, следующие залы должны появится в Воронеже, Саратове. Контракт предусматривает строительство залов на условиях эксклюзивности. Такая сделка гарантирует интеграцию залов в российские регионы в кратчайшие сроки.
Пока неизвестно, какие размер и пропорции экрана. Как сообщила заместитель директора по рекламе ЗАО «Синема Парк» в Екатеринбурге Наталья Пирожникова, экран расположен в одном из уже действующих залов в ТРЦ «Алатырь», который в высоту для размещения экрана IMAX зал специально не перестраивался.
Залы IMAX в Екатеринбурге появятся только в «Синема Парк Старлайт», договор с IMAX Corporation подразумевает 100 % эксклюзивность. «Мы пока не сформировали окончательно цену на билеты в зал IMAX, но, безусловно, она будет выше, чем в стандартный зал», — заявил первый заместитель генерального директора национальной сети кинотеатров «Синема Парк» Кирилл Иванов.